# 상하이 성황묘

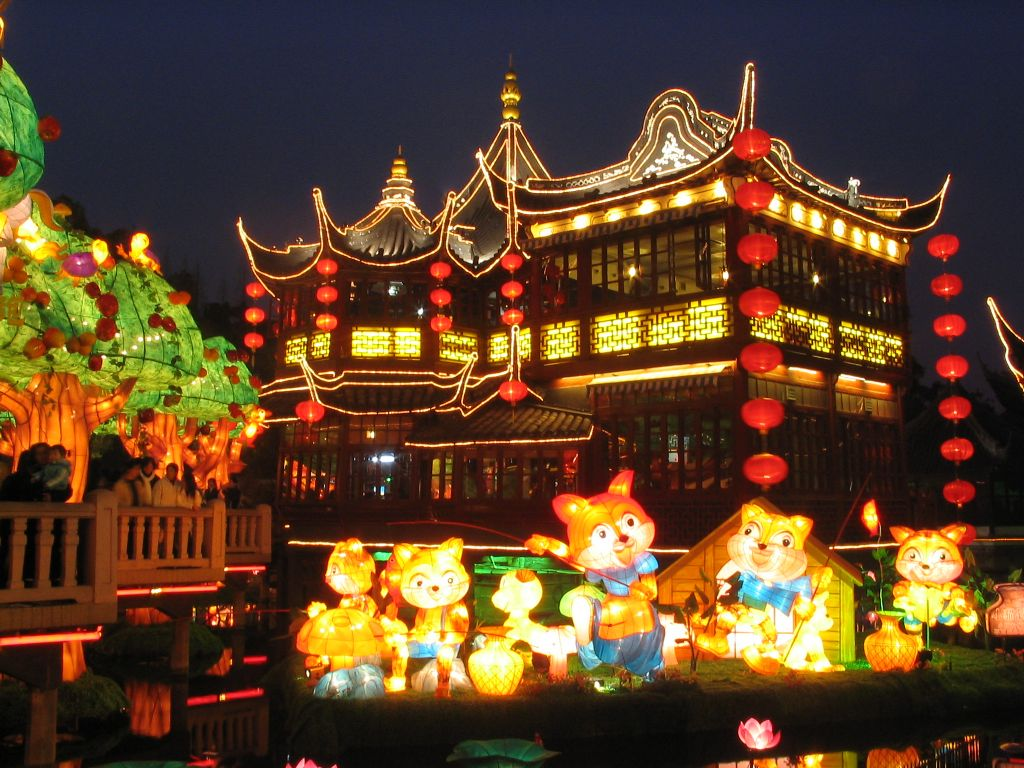
구곡교와 호심정의 야경

상하이 성황묘(上海城隍庙)는 상하이 구도시의 오래된 도교 사원이다. 2006년 1년간의 공사로 복원되었다. 황푸구 남부 예원 맞은 편에 위치하며, 예원 상청에 가로 막혀 바로 보이지는 않는다.

## 역사
원래는 금산신사라는 절이었는데, 1403년 명조 영락제 연간에 성황사로 개명되었다. 청조에는 사람들에게 널리 알려졌으며, 상하이 구도시의 사람들과 주변에서 불공을 드리는 가장 일반적인 장소였다.

## 같이 보기
- 예원